# 正黄旗
正黄旗（穆麟德轉寫：gulu suwayan gūsa），又作「整黄旗」，清代八旗之一，以旗色纯黄而得名。与镶黄旗、正白旗并列为「上三旗」。参加过松锦之战、八里桥之战。

正黄旗

受汉文化“正副”观念影响，现代民众、影视剧多误认为正黄旗为八旗之首。实际上镶黄旗才是八旗头旗，皇帝亦是镶黄旗人，称“镶黄旗第一参领第一佐领上御名”。

## 简介
正黄旗分为满洲、蒙古、汉军三部分，不另设旗主，由清朝皇帝亲自统帅。正黄旗下的兵丁人口最多，清朝末期，正黄旗下辖92个整佐领、2个半佐领，共三萬旗兵草算上家眷总人口约15萬人。《光绪会典事例》记载正黄旗佐领名额的比例为：宗室三个、觉罗四个、新满洲四个、蒙古八个半、朝鲜二个、番子一个、满洲七十个。

## 正黄旗名人

### 满洲
- 额尔德尼
- 明安
- 扬古利
- 索尼
- 噶布喇
- 孝诚仁皇后
- 希福
- 帅颜保
- 赫奕
- 嵩寿
- 赛冲阿
- 索額圖
- 孝敬憲皇后
- 納蘭明珠
- 纳兰性德
- 圖海
- 鐵保
- 布彥泰
- 程砚秋
- 清高宗继皇后

### 蒙古
- 德楞泰

### 汉军
- 朱國治
- 田文鏡
- 鄭克塽
- 鄭克壆
- 周全斌